# Donkere alsemboorvlieg
De donkere alsemboorvlieg (Campiglossa misella) is een vliegensoort uit de familie van de boorvliegen (Tephritidae). De wetenschappelijke naam van de soort is voor het eerst geldig gepubliceerd in 1869 door Loew.